# Голни-Меєра
Голни-Меєра (пол. Hołny Mejera) — село в Польщі, у гміні Сейни Сейненського повіту Підляського воєводства.
Населення — 42 особи (2011).
У 1975-1998 роках село належало до Сувальського воєводства.

## Демографія
Демографічна структура станом на 31 березня 2011 року:
|          | Загалом | Допрацездатний вік | Працездатний вік | Постпрацездатний вік |
| -------- | ------- | ------------------ | ---------------- | -------------------- |
| Чоловіки | 19      | 2                  | 15               | 2                    |
| Жінки    | 23      | 3                  | 12               | 8                    |
| Разом    | 42      | 5                  | 27               | 10                   |